# Hôtel Ceineray
L'hôtel Ceineray, bâti au XVIIIe siècle, est situé au no 1 de la rue Sully à Nantes, en France, à la limite du quartier Malakoff - Saint-Donatien. L'immeuble a été inscrit au titre des monuments historiques en 1954.

## Historique
Construit après 1773, il a été édifié en symétrie avec l'hôtel Pépin de Bellisle (situé au no 15 rue Henri-IV), afin de respecter la cohérence voulue sur la place d'Armes (actuelle place Maréchal-Foch). L'architecte de la ville entre 1760 et 1780, Jean-Baptiste Ceineray, mène à cette époque un vaste plan d'urbanisme, qui impose le respect de la symétrie, en exigeant une élévation et une toiture symétriques à celle de l'hôtel Pépin de Bellisle situé au no 15 rue Henri-IV. Il en est le premier propriétaire.
Les façades et toitures sur rue sont inscrites aux monuments historiques par arrêté de 1954.